# Долина Руссільйону

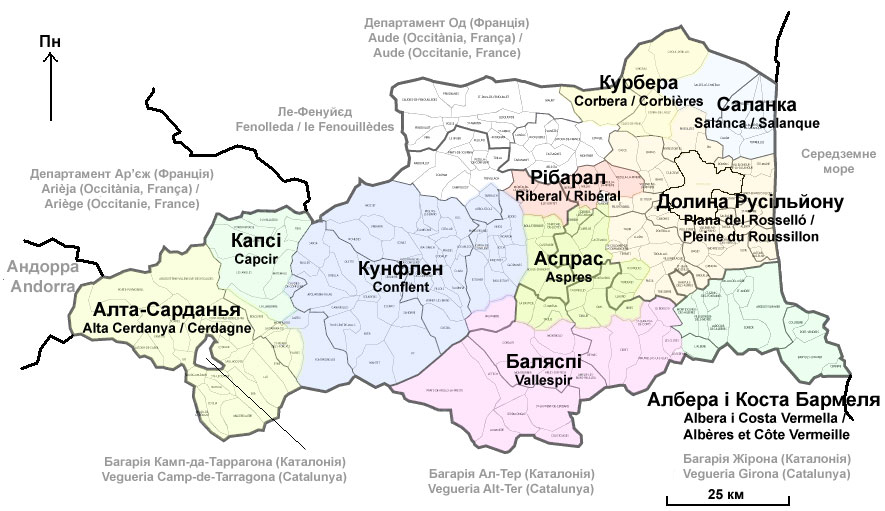
Географічні зони Русільйону : Курбера, Саланка, Рібарал, Долина Русільйону, Аспрас та Албера і Коста Бармеля

Доли́на Руссільйо́ну (кат. Plana del Rosselló, фр. Pleine du Roussillon) — центральна частина історичного району (кумарки) Руссільйон, який разом з районами (кумарками) Алта-Сарданья, Капсі, Кунфлен та Баляспі є частиною каталанських країн.
Адміністративно є частиною французького департаменту Східні Піренеї.